# The Heart of Maryland (película de 1921)

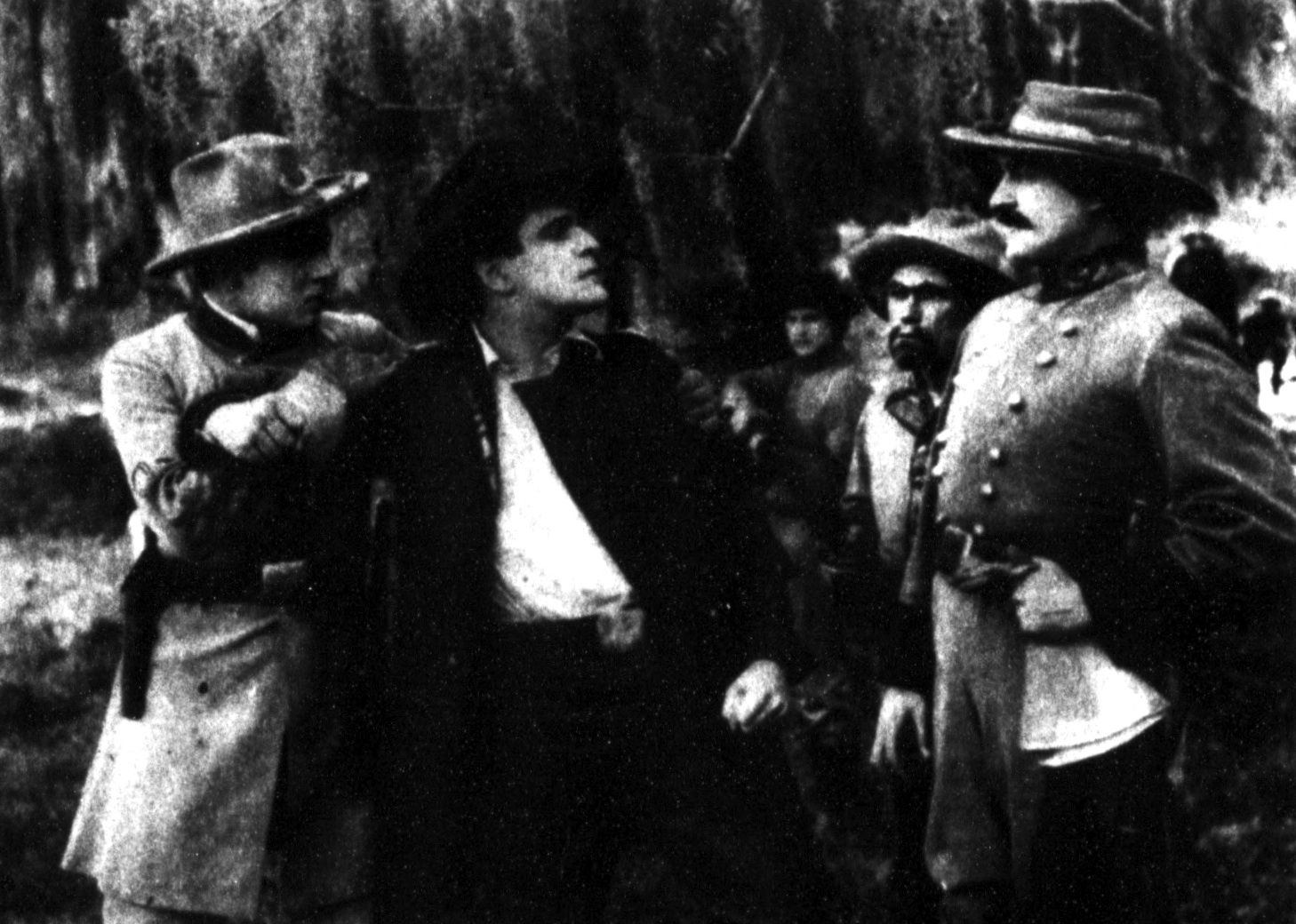
La Película, todavía.

The Heart of Maryland es un largometraje perdido de cine mudo estadounidense de 1921 producido y distribuido por la Vitagraph Company of America. Está basado en la obra de teatro de David Belasco de 1895, The Heart of Maryland.
Cuando Warner Brothers adquirió los estudios Vitagraph en 1925, obtuvieron los derechos de pantalla de esta propiedad y rehicieron la historia en 1927 como The Heart of Maryland con Dolores Costello.

## Reparto
- Catherine Calvert como Maryland Calvert
- Crane Wilbur como Alan Kendrick
- Felix Krembs como Col. Fulton Thorpe
- Ben Lyon como Bob Telfair
- William Collier, Jr. como Lloyd Calvert
- Warner Richmond comoTom Boone
- Bernard Siegel como Provost-Sargento Blount
- Henry Hallam como Kendrick General
- Victoria Blanca como Niñera McNair
- Marguerite Sanchez como Señora Claiborne
- Jane Jennings como  la Señora Claiborne